# Nikon D700
La Nikon D700 è una macchina fotografica reflex digitale di fascia professionale, presentata da Nikon nel luglio 2008. È la seconda fotocamera digitale Nikon, dopo la D3, a utilizzare un sensore a pieno formato. Tale sensore, in tecnologia CMOS, ha una risoluzione di 12,1 megapixel.
Caratteristiche salienti sono l'autofocus a 51 punti e la tropicalizzazione. La risoluzione di 12 megapixel, per quanto più che sufficiente nella maggioranza degli utilizzi, risulta superata dalla concorrenza, ma permette di avere una maggiore resistenza al rumore, soprattutto in condizioni di scarsa luminosità.